# روث تومسون (سياسي)
روث تومسون (بالإنجليزية: Ruth Thompson)‏ (و. 1887 – 1970 م) هي سياسية، وقاضية، ومحامية أمريكية، ولدت في وايتهول، كانت عضوةً في الحزب الجمهوري، توفيت في مقاطعة أليغان (ميشيغان)، عن عمر يناهز 83 عاماً.

## مناصب
تولت منصب عضو مجلس النواب الأمريكي
- عضو مجلس نواب ميشيغان  [لغات أخرى]‏

.

## التعليم
تعلمت في Baker College ‏
.

## جوائز
حصلت على جوائز منها:

جائزة صالة الشرف النسائية في ولاية ميشيغان ‏ (1998)